# Criuleni
Criuleni (russisch Криуля́ны Kriuljany) ist eine Stadt im Osten der Republik Moldau mit etwa 7100 Einwohnern (2004).
Sie ist Hauptort des Rajon Criuleni und liegt 33 km nordöstlich der moldauischen Hauptstadt Chișinău am rechten, westlichen Ufer des Dnister.

## Söhne und Töchter des Ortes
- Alexandra Camenșcic (* 1988), Biathletin
- Serghei Cleșcenco (* 1972), Fußballspieler
- Viktor Gavrikov (1957–2016), Schachspieler